# Li-Ning
Li-Ning Company Limited er en kinesisk producent af sportsudstyr og sportsbeklædning, der er baseret i Beijing. Den blev etableret i 1989 af den tidligere olympiske gymnast Li Ning. De har især produkter indenfor løb, fitness, basketball og badminton.